# 京都薬学専門学校 (旧制)
| 京都薬学専門学校 （京都薬専） | 京都薬学専門学校 （京都薬専）      |
| ----------------------------- | ---------------------------------- |
| 創立                          | 1919年（大正8年）                  |
| 所在地                        | 京都市上京区夷川通川端東入ル秋築町 |
| 初代校長                      | 立入保太郎                         |
| 廃止                          | 1952年（昭和27年）                 |
| 後身校                        | 京都薬科大学                       |
| 同窓会                        | 京薬会 （日本語）                  |

京都薬学専門学校（きょうとやくがくせんもんがっこう）は1919年（大正8年）に設立された日本の旧制薬学専門学校。京都薬科大学の旧制前身校。本項では「私立京都薬学校」など前身諸校を含め記述する。

## 概要
1884年（明治17年）に設立された「京都私立独逸学校」を源流とする。「私立京都薬学校」を経て「京都薬学専門学校」が設立された。その後新制大学の「京都薬科大学」となった。

## 沿革

### 京都私立独逸学校時代
- 1884年（明治17年） - 京都私立独逸学校設立（上京区（現：中京区）富小路夷川下ル）
- 1886年（明治19年） - 別科として薬学科開設
- 1889年（明治22年） - 上京区(現：中京区)河原町三条上ルに移転
- 1892年（明治25年） - 私立京都薬学校設立
  - 修業年限2年
- 1898年（明治31年） - 上京区(現：左京区)夷川通川端東入ル秋築町に移転

### 京都薬学専門学校時代
- 1919年（大正8年） - 専門学校令に準拠した学校として京都薬学専門学校設立
- 1932年（昭和7年） - 東山区(現：山科区)山科御陵中内町に移転
- 1949年（昭和24年） - 新制大学の京都薬科大学として認可

## 歴代校長
私立京都薬学校
- 上田勝行（校主）；1892年5月 - 1903年1月
- 雨森菊太郎（校主）；1903年2月 - 1909年1月
- 内田作；1910年10月 - 1918年4月
- 加藤恭；1918年4月 - 1918年7月
- 立入保太郎；1918年8月 - 1919年4月

京都薬学専門学校
- 立入保太郎；1919年4月 - 1923年7月
- 米倉昌達；1923年12月 - 1930年12月
- 藤井勝也（校長事務取扱）；1931年1月 - 1932年3月
- 藤井勝也；1932年3月 - 1952年

## 薬窓会校内部
昭和6年当時には少なくとも以下の部が存在していた。
- 総務部
- 会計部
- 庶務部
- 学術部
- 植物研究会
- 処方研究会
- 薬局研究会
- 新薬研究会
- 実用薬事研究会
- 語学研究会
- 国防研究会
- 絵画研究会
- 洋画研究会
- 演劇研究会
- 映画同好会
- 詩吟同好会
- 基督教青年会
- カメラ同好会
- 星の会
- 愛吟会
- 男声合唱団
- 相撲部
- 柔道部
- 剣道部
- 馬術部
- 射撃部
- 野球部
- 庭球部
- ラグビー部
- サッカー部
- 籃球部
- 競技部
- 山岳部
- 応援部
- 水泳部
- 講演部
- 音楽部
- 尺八部
- マンドリン部